# Taimàssovo
Taimàssovo (en rus: Таймасово) és un poble de Baixkíria, a Rússia, que en el cens del 2010 tenia 313 habitants. Pertany al districte de Iermolàievo.